# Sjukt
Sjukt är en svensk dramakomediserie som hade premiär på SVT i april 2021. Första säsongen som består av åtta avsnitt är skapad av Lisa Ambjörn som även skrivit seriens manus. För regin har Johan Rosell svarat.

## Handling
Serien  handlar om 26-åriga Alice som direkt efter att ha blivit cancerfri dumpas av sin pojkvän i London och tvingas flytta hem till sina föräldrar i Farsta.

## Roller i urval
- Carla Sehn - Alice
- Maria Nohra - Shantana
- Stina Andersson - Sandra Bakos
- Anna Blomberg - Maria
- Dejmis Rustom Bustos - Mehmet